# (36488) 2000 QW42
2000 QW42 (asteroide 36488) é um asteroide da cintura principal. Possui uma excentricidade de 0.16643590 e uma inclinação de 2.14846º.
Este asteroide foi descoberto no dia 24 de agosto de 2000 por LINEAR em Socorro.